# Wass (geslacht)

Wapenschild van de familie Wass

De familie Wass de Czege et Szentegyed is een oud Hongaars adelsgeslacht van Zevenburgse oorsprong, dat vanaf 1744 de titel van graaf voerde.

## Geschiedenis
Ze zijn een van de oudste adellijke families in Zevenburgen. De archieven van de familie gaan terug tot 1230, het jaar waarin koning Béla IV van Hongarije land schenkt aan de gebroeders Lób en Támas. Het gaat hier om negen dorpen in het comitaat Doboka waarmee ze werden beloond voor hun heldenmoed in de strijd.
In de vijftiende eeuw werd de familie eigenaar van een landgoed in Cege (Czege in de oude spelling), dat nadien de hoofdverblijfplaats bleef. Hier werd in de zeventiende eeuw een groot kasteel gebouwd, dat evenwel werd vernield in de Tweede Wereldoorlog. In 1769 werd begonnen met de bouw van een kleiner kasteel in Cege, in barokke stijl. Dit kasteeltje werd eigendom van de Roemeense staat, nadat de vorige eigenaar, Albert Wass, in 1946 bij verstek ter dood werd veroordeeld door de Volksrechtbank van Cluj.
Tegenwoordig leven de leden van de familie in Hongarije, Oostenrijk, Duitsland en de Verenigde Staten.

## Vooraanstaande leden
- graaf Sámuel Wass (1814–1879), Hongaars econoom en politicus, oppergespan van Doboka
- graaf Albert Wass (1819-1911), lid van het Magnatenhuis, lid van de Zevenburgse kanselarij in Wenen
- graaf Albert Wass (1908-1998), Hongaars schrijver en dichter